# Maria Anna Orleańska
Anna Maria Orleańska (ur. 27 sierpnia 1669 w Saint-Cloud, zm. 26 sierpnia 1728 w Turynie) – księżna Sabaudii i królowa Sycylii, a później Sardynii jako pierwsza żona Wiktora Amadeusza II.

## Życiorys
Urodziła się jako córka Filipa I Burbona, księcia Orleanu i jego pierwszej żony Henrietty Anny Stuart. Jej dziadkami byli król Francji - Ludwik XIII Burbon i król Anglii - Karol I Stuart. Potomkowie odziedziczyli po Annie Marii krew Stuartów i tym samym prawa do tronu Anglii i Szkocji. W 1807 (prawie 80 lat po jej śmierci) zmarł kardynał Henryk Benedykt Stuart - ostatni potomek króla Jakuba II w linii prostej. Jakobici chcieli osadzić na tronie ostatniego żyjącego potomka króla Karola I - a w roku 1807 był nim Karol Emanuel IV Sardyński (prawnuk Anny Marii Orleańskiej).
10 kwietnia 1684 w Wersalu poślubiła Wiktora Amadeusza II, księcia Sabaudii i przyszłego króla. Para miała sześcioro dzieci. Anna Maria Orleańska zmarła 26 sierpnia 1728 w Turynie. Jej mąż dwa lata później abdykował na rzecz swojego syna, a w 1732 roku - zmarł w Moncalieri.

## Dzieci
- Marię Adelajdę (1685–1712), żonę Ludwika - księcia Burgundii i matkę Ludwika XV - króla Francji,
- Marię Annę (1687–1690),
- Marię Ludwikę (1688–1714), pierwszą żonę Filipa V - króla Hiszpanii,
- Wiktora Amadeusza (1699–1715), księcia Piemontu,
- Karola Emanuela III (1701–1773), następnego księcia Sabaudii i króla Sardynii,
- Emanuela Filiberta (1705), księcia Chablais.